# Puerto Rico FC
El Puerto Rico FC és un club porto-riqueny de futbol de la ciutat de Bayamón.
Va ser fundat el 2015 després de la desaparició de Puerto Rico Islanders jugant a la North American Soccer League II.

## Palmarès
- Copa Luis Villarejo:[5]
  - 2016
- Bayamon City Cup
  - 2017